# Államvédelmi Hatóság
Az Államvédelmi Hatóság (ÁVH) a magyarországi kommunista pártállami diktatúra részben titkosan tevékenykedő államvédelmi szervezete volt 1948 és 1956 között. Feladata hivatalosan a rendszer ellenfeleinek üldözése, a rendszer és vezetőinek védelme volt. A ténylegesen Rákosi Mátyás pártfőtitkár által mozgatott szervezet az állampárton (Magyar Dolgozók Pártja, MDP) belüli hatalmi küzdelmek részese, a politikai leszámolások fő eszköze és végrehajtója is volt.
Az ÁVH egyik legfontosabb elődszervezete az állami rendőrség, illetve a Belügyminisztérium szervezeti egységeként működő Politikai Rendészeti Osztály (PRO, 1945–1946), majd Államvédelmi Osztály (ÁVO, 1946–1948) volt. Működése során egyre szélesebb feladat- és hatásköröket kapott, ezzel összefüggésben magába olvasztott több korábban önálló állami szervet, illetve más szervezetek egyes egységeit is. Az ÁVH formálisan kezdetben a Belügyminisztérium, majd közvetlenül a Minisztertanács alárendeltségébe tartozott, ténylegesen azonban mindvégig az MDP legszűkebb vezetése, főképp Rákosi Mátyás főtitkár határozta meg a tevékenységét.

## Létrejötte

### A PRO

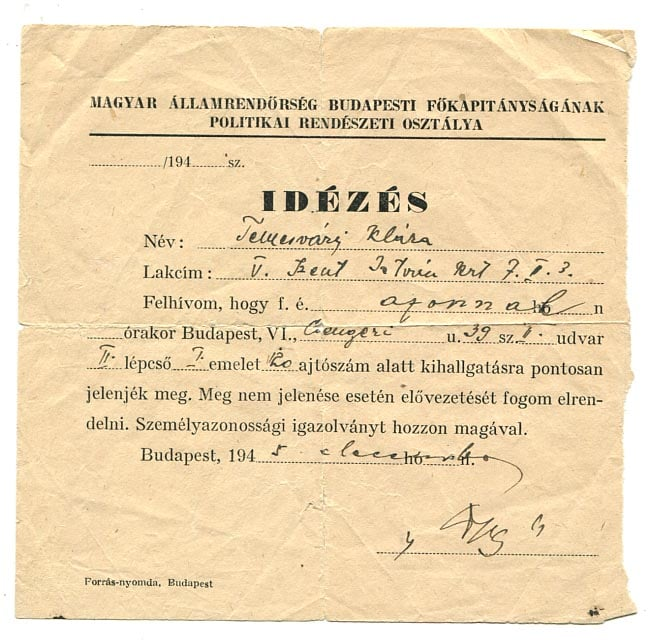
Idézés a Politikai Rendészeti Osztályra (Budapest, VI. kerület, Csengeri utca 39.)

Az új rendőrség személyi állománya „sajátosan” vegyes volt. Sokan jelentkeztek bosszúvágytól fűtött egykori zsidó munkaszolgálatosok, politikai elítéltek.[forrás?] Velük egyidejűleg azonban szép számmal vettek át – bűneik fölött szemet hunyva – korábbi nyilas pártszolgálatosokat, „kisnyilasokat”. Ők kínzásban, fizikai erőszakban jártasak voltak, így biztosították a pribékfeladatok elvégzéséhez szükséges nagyszámú munkaerőt.[forrás?]

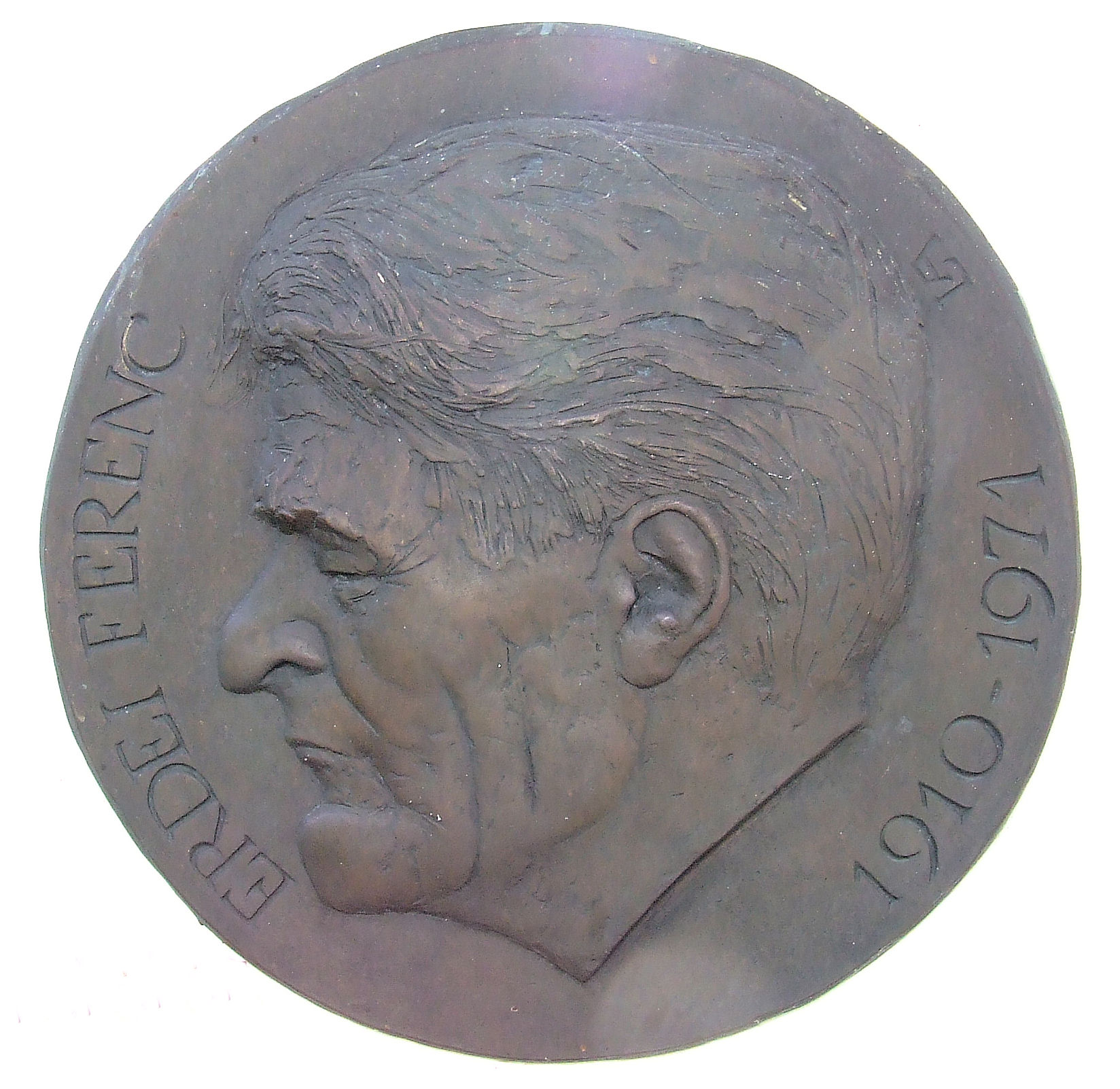
Erdei Ferenc emléktáblája az Ópusztaszeri Nemzeti Történeti Emlékparkban

Az új állambiztonsági szervezet kialakítása 1945 első napjaiban, egyszerre két vonalon kezdődött meg. Tömpe András Erdei Ferenc belügyminiszter megbízására, Debrecenben kezdte szervezni az Államrendőrség Politikai Rendészeti Osztályát (PRO), csoportja január végén érkezett Budapestre. Ugyanakkor (február 2-án) az MKP Politikai Bizottságának utasítására, Péter Gábor vezetésével, a Budapesti Rendőr-főkapitányság keretén belül, mintegy 60 fővel jött létre a Politikai Rendészeti Osztály. Péter első helyettese a szovjet Állambiztonsági Népbiztosság magyar származású ezredese, Kovács János lett. A rövid ideig két, párhuzamosan működő szerv között kialakult rivalizálást a kommunista vezetők átszervezésekkel próbálták oldani; az Államrendőrség Politikai Rendészeti Osztálya néven működő szervezetet feloszlatták, Tömpe András pedig megkapta a Vidéki Főkapitányság Politikai Rendészeti Osztályának irányítását. Az egységes, központi állambiztonsági szerv végül a Budapesti Főkapitányság Politikai Rendészeti Osztályából alakult ki. A PRO már a kormányzat Budapestre költözése előtt az Andrássy út 60. szám alatt rendezte be székhelyét, melyet korábban Szálasi Ferenc a Hűség Házának nevezett el.
Az épületben, és a nyilaskeresztes párt benne lévő irodáiban politikai rendőrség (PRO) már birtokba vette a hungarista pártok tagjainak nyilvántartását. A Belügyminisztérium Dokumentációs Osztálya (az Állambiztonsági Operatív Nyilvántartó sok-sok névváltoztatáson átesett jogutóda és a Történeti Hivatal jogelődje) 1990. május 25-ei dátummal ellátott leltára szerint 51 200 nyilaskeresztes belépési nyilatkozat, 4297 (magyar) „SS” belépési nyilatkozat és 4400 Volksbund belépési nyilatkozat áll, vagy állhatna a tudományos kutatás rendelkezésére. E közel 60 ezer, radikális jobboldali párttal rokonszenvező, militarista és a német etnikai kisebbséghez tartozó, de a magyar náci politikai többséghez igazodó személy számottevő része 1945-ben belépett a kommunista pártba.
A kommunista párt a szovjet megszállást megelőző időszakban csak néhány száz főből állt. A második világháború éveiben sokszor csak tucatnyi aktivistára számíthattak. Amikor a Vörös Hadsereg nyomában megindult a Magyar Kommunista Párt szervezése, döntő fontosságúvá vált a párt taglétszámának növelése. Miután a Magyar Kommunista Párt tagjai a háború befejezésének első pillanatától hozzájutottak a nyilasok tagnyilvántartásához, beléptek a kommunista pártba olyanok, akiken „kisebb vagy nagyobb mértékben fogott az ellenforradalom és a fasizmus fertőző mételye” – ismerte el Rákosi Mátyás.

A PRO-t szándékosan úgy alakították ki, hogy abban a zsidó származású magyarok legyenek többségben, hogy a Horthy-korszakból és a nyilasuralomból átigazolni kívánó magyarokat hatékonyabban szűrhessék ki a korábban általuk üldözöttek révén, illetve megjelenésüknek elejét vehessék. A zsidó származásúak magasabb aránya a politikai rendőrségen belül majd 1953 után számottevően csökken, miután a zsidó származásúak nyelvtudásuknak és iskolázottságuknak köszönhetően a nagyobb karriert jelentő hírszerzésben és kémelhárításban vagy polgári vezető állásokba helyezve szolgálnak tovább, helyükön a III/III vezetői és beosztotti posztjait tipikusan kevésbé tanult falusi „népi káderekkel” töltik fel.
Az alakuló magyar állambiztonsági szolgálat nem szovjet mintára jött létre; Péter Gábor a szervezet kialakításánál a Horthy-korszak politikai rendőrsége, illetve a VKF-2 több volt tisztje (esetenként elítélt háborús bűnösök) segítségére támaszkodott. A szovjet államvédelmi szervek hivatalosan is részt vettek az alakuló magyar politikai rendőrség munkájában; az NKGB (Állambiztonsági Népbiztosság) és a magyar szervek közti összekötői feladatot – tanácsosi beosztásban – egy Orlov nevű tiszt látta el.
A német hadsereg kiűzése utáni kaotikus viszonyok közepette az első egységes állambiztonsági szervezet határozott tervek szerint indult meg a döntőnek látszó pontok elfoglalására. Első feladataik egyikének tekintették a volt kormány- és rendvédelmi szervek irattárainak megszerzését. Már ekkor kiértékelő osztályokat, kartotékrendszereket terveztek. A kommunista párt a belügyminisztérium feletti uralom megszerzésével és a gyorsan duzzadó szervezet rejtett finanszírozásával teremtette meg a politikai rendőrség gyors kifejlődésének hátterét. Hogy a „reakció ellen harcoló szervezet” burjánzása minél kevésbé szúrjon szemet a polgári pártoknak, költségvetésen kívüli pénzforrásokat nyitottak, vagyis – a köztörvényes bűnözés mezsgyéjét gyakran átlépve – zsarolással csapoltak meg vállalatokat és magánszemélyeket (l. működése című fejezet); e törvénytelen gazdasági tevékenységet utódszervezetei is folytatták.
Amikor az 1945 végén tartott választásokon a kommunisták vereséget szenvedtek, az ország háború utáni gondjaiért, az árak elszabadulásáért a feketézőket és a kisgazdákat igyekeztek beállítani felelősként. Spontán vagy mesterségesen szított zsidóellenes pogromok indultak, az utcákon gyakorivá vált a felheccelt tömeg által elkövetett erőszak. Ezek provokálásában vezető szerepet játszottak a PRO-ba átvett kisnyilasok. A kommunista párt tudatosan hagyta őket, hogy a romló közállapotokkal a kisgazdákat támadhassák.
A PRO a politikai jellegű ügyek mindössze 40%-át derítette fel konkrét nyomozati munkával, az esetek többsége feljelentések, besúgások révén jutott a tudomásukra.

### Az ÁVO

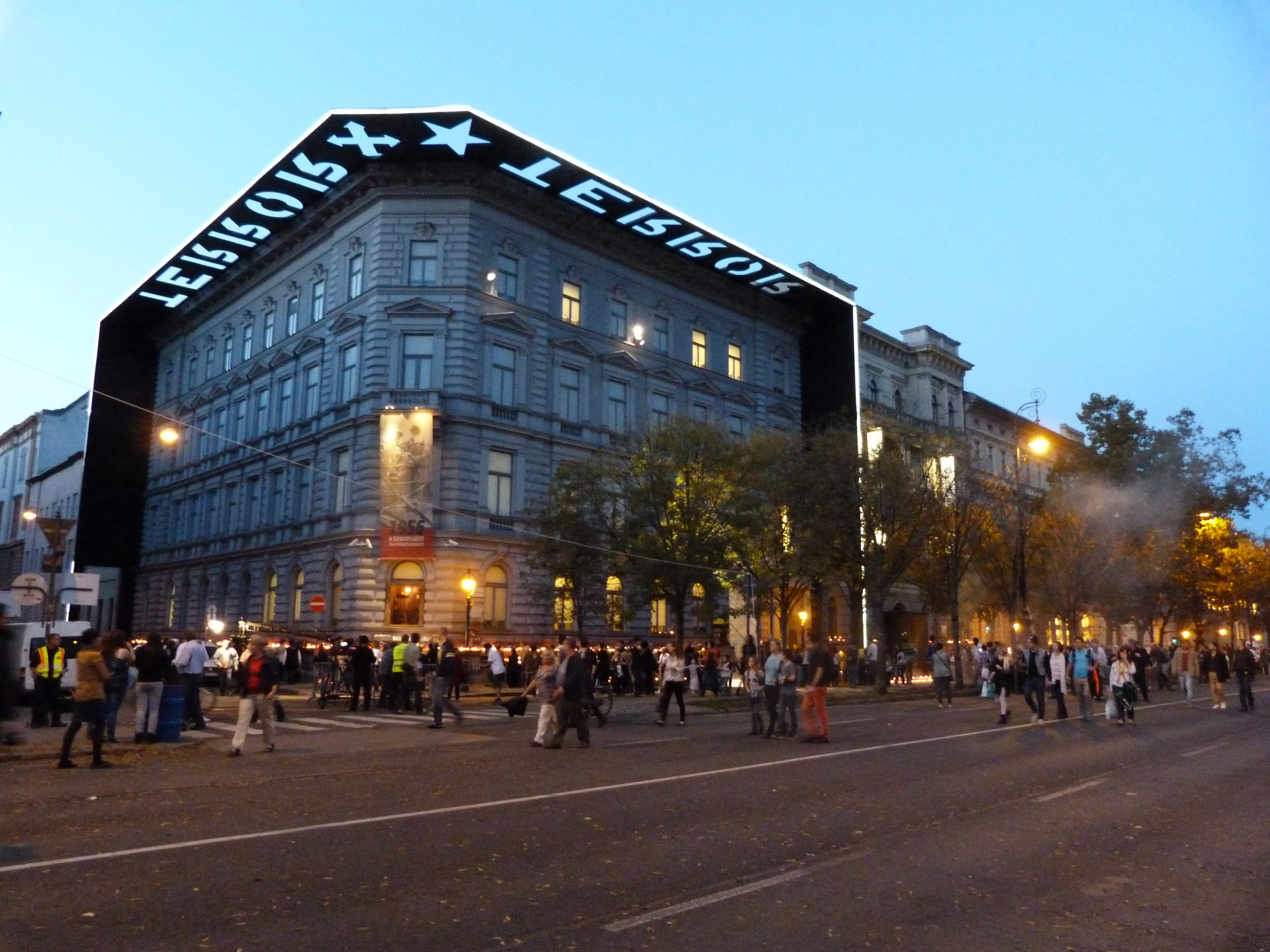
Az egykori PRO, majd ÁVO, majd az ÁVH-székház a budapesti Andrássy út 60. alatt, ma a Terror Háza Múzeumnak ad otthont

Az 1946 októberében kiadott, 533.900/1946. BM. sz. rendelet önállósította a budapesti politikai rendőrséget a Magyar Államrendőrség Államvédelmi Osztálya (ÁVO) néven. A rendelet értelmében a belügyminiszter hatáskörébe került az új állambiztonsági szerv irányítása, felügyelete és ellenőrzése. A Péter Gábor irányította egységes, központi szervezetbe beolvasztották a Vidéki Főkapitányság Politikai Rendészeti Osztályát.
Az 1946. decemberi 535.059/1946. BM sz. rendelet szabályozta az Államvédelmi Osztály szervezetét, feladatát és ügykörét. Az ÁVO feladatkörébe tartozott:
- a demokratikus államrend és közbiztonság védelméről szóló 1946. évi VII. tc-be ütköző cselekmények nyomozása és feljelentése,
- a népbíráskodásról szóló és az 1945. évi VII. tc-be iktatott bűncselekmények nyomozása és feljelentése,
- egyesületek keletkezésének és működésének figyelemmel kísérése,
- politikai vonatkozású röpiratok szerzőinek és terjesztőinek nyomozása és bejelentése,
- bejelentett és tudomásul vett gyűlések lefolyásának megfigyelése,
- államrendészeti vonatkozású bel- és külföldi adatok gyűjtése és nyilvántartása,
- javaslattétel az illetékes rendőrhatóság vezetője számára az állambiztonság vagy közbiztonság szempontjából káros személyek kitiltására, internálására,
- titkos rádióállomások felderítése,
- eljárni mindazokban az államrendészeti ügyekben, melyek nem voltak fenntartva a Budapesti Főkapitányság, illetve a kapitányság vezetője részére.

Az ÁVO-n ezeket a feladatokat 16 alosztály látta el. Ekkor kezdtek kiépülni az államvédelmi osztályok a vármegye-székhelyeken működő kapitányságokon és az egyes nagyobb forgalmú kapitányságokon. Habár az ÁVO rendeletileg előírt feladatköre elsősorban a demokratikus államrend védelméről szóló 1946. évi VII. tc-be ütköző, valamint a háborús és népellenes bűncselekmények felderítése, továbbá az államrendészeti vonatkozású bel- és külföldi adatok gyűjtése és nyilvántartása volt, a szerv működésének kezdete óta adatokat gyűjtött a koalíciós pártok vezető politikusaira, lehallgatta a kommunisták politikai ellenfeleinek telefonját stb.
| Az ÁVO szervezeti egységei (1946–1949) | |
| Alosztály                              | Feladat |
| I.                                     | hírszerzés és elhárítás a politikai pártokkal, illegális szervezetekkel szemben                                                                 |
| II.                                    | - külföldi hírszerzés és elhárítás - a magyar emigráció figyelése                                                                               |
| III.                                   | egyházakkal szembeni hírszerzés és elhárítás |
| VII.                                   | - üzemi szabotázs elhárítása - hírszerzés az egyházi szervezetekben és társadalmi egyesületekben                                                |
| VIII.                                  | nyílt nyomozások lefolytatása az ÁVO népügyészség mellett működő kirendeltségével együtt                                                        |
| IX.                                    | - technikai eszközök biztosítása - levél-, távirat-, telefon-ellenőrzés - rádiófelderítés és elhárítás - fényképezés, rejtjelezés, helyszínelés |
| X.                                     | nyilvántartás |
| XII.                                   | levélellenőrzés |
| XIII.                                  | környezettanulmányok készítése, figyelés. |

### Az ÁVH
Kádár János belügyminiszterré történt kinevezését követően, a 288.009/1948. BM. sz. rendelet értelmében, 1948. szeptember 10-i hatállyal, a szerv önállósodásának újabb fontos lépéseként a Belügyminisztérium Államvédelmi Hatósága (ÁVH) néven, kiszélesített hatáskörrel a BM közvetlen alárendeltségébe került. Az ÁVH ezáltal az Államrendőrségtől anyagilag is függetlenné vált. Ekkor kerültek hatáskörébe az Államrendőrség határrendészeti, folyamrendészeti és légi közlekedési rendészeti hatóságai, a Külföldieket Ellenőrző Országos Központi Hatóság (KEOKH), az útlevelek kiállításának joga is. Az útlevélkiadás jelentős anyagi forrásokhoz juttatta a szervezetet.
A 288.010/1948. BM. sz. rendelet kiadásával tovább szélesedett az új állambiztonsági szerv hatásköre. Ennek alapján az ÁVH vezetője már elsőfokú hatósági jogkört gyakorolhatott az állam érdekei szempontjából aggályosnak tartott személyek kitiltásának, rendőrhatósági felügyelet és őrizet alá helyezésének elrendelésében. A 288.276/1948. BM. számú, két hónappal később kiadott rendelet értelmében már ezen ügyek felülvizsgálati eljárásait is a BM ÁVH végezte.
| Az ÁVH szervezeti egységei (1949–1950) | |
| Ügyosztály                             | Feladat |
| „A”                                    | - szervezés - határ-, folyam- és légi-rendészet - Főorvosi Hivatal működtetése                                                                      |

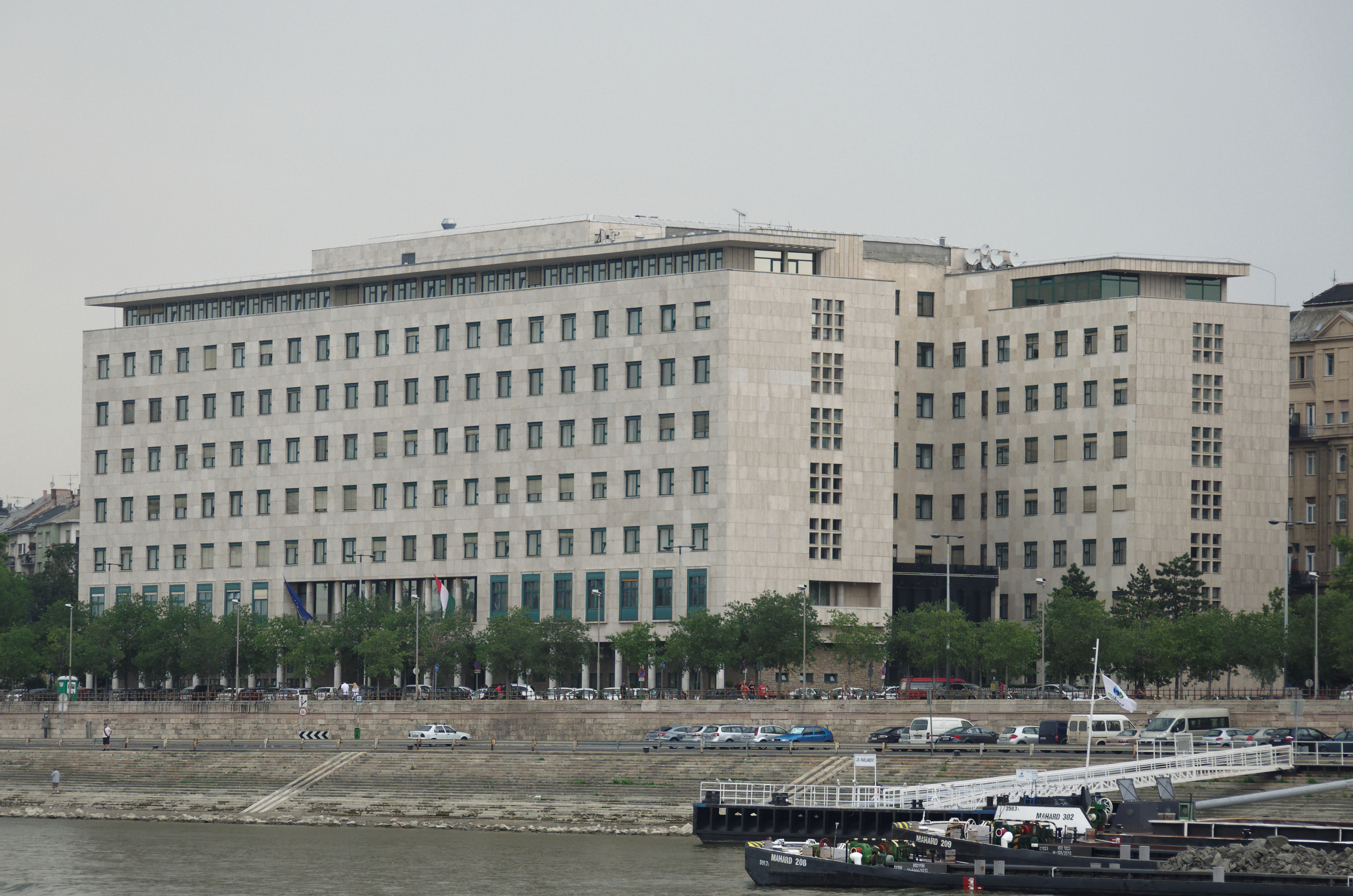
A Fehér Ház 1950-től 1953-ig az ÁVH központi irodaháza volt Budapesten. Eredetileg a Belügyminisztérium számára épült, ma: képviselői irodaház

| „B”                                    | - belföldi ügyek - külföldi elhárítás - határon túli hírszerzés - megfigyelés, operatív akciók - KEOKH - Központi Operatív Nyilvántartó működtetése |
| „C”                                    | - nyílt nyomozati feladatok - államrendészet - nyilvántartás - útlevél alosztály                                                                    |
| „D”                                    | - üzemi ügyek - tömeghálózati feladatok - technikai részleg - információs részleg - vidéki ügyek                                                    |
| „E”                                    | - biztonsági ügyek - őrségi és karhatalmi ügyek |
| „F”                                    | - Ellátó Hivatal működtetése - gazdasági és műszaki ügyek, épületkezelés                                                                            |

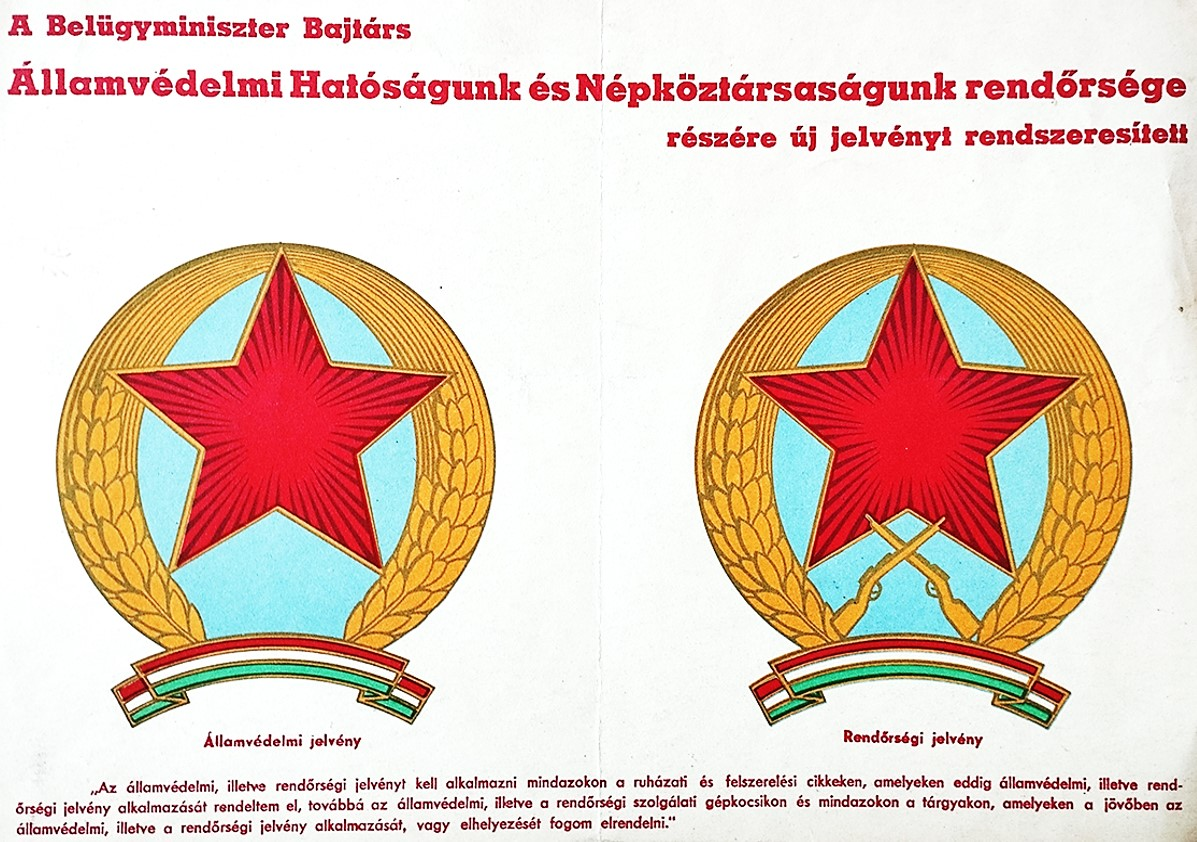
Tájékoztató a BM hatóságainál rendszeresített új jelvényekről

A Belügyminisztériumtól szervezetileg is függetlenített, közvetlenül a Minisztertanácsnak alárendelt Államvédelmi Hatóságot az 1949. december 28-án kiadott, 4353/1949. MT. sz. rendelet hozta létre. Az 1950-től működő, új szervezetbe olvadt be a Honvédelmi Minisztérium Katonapolitikai Osztálya (Katpol) és a Honvéd Határőrség. (A katonai hírszerzés kivált a katonai elhárító szolgálatból és a honvéd vezérkari főnök közvetlen irányítása alá került.) Ezután egyenruhájuk alapján kétféle belügyi karhatalmi alakulatot különböztettek meg: az ún. „kék ávó” tartozott a hírhedt államvédelemhez, míg az ún. „zöld ávó” a határőrséget jelentette. (Mindkét szervezetnek voltak sorozott állományú tagjai is, hivatásosak is. A kék és zöld megkülönböztető szín a hajtókán, a váll-lapon és a tányérsapka állórészen jelent meg.)  

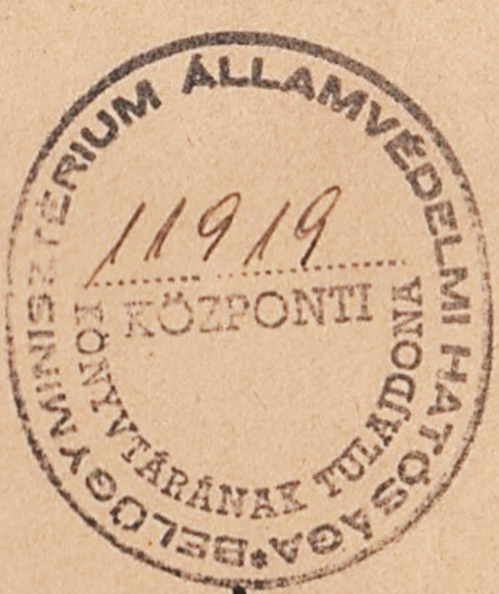
Bélyegzőlenyomat egy könyv fedőlapján. Felirata: "Belügyminisztérium Államvédelmi Hatósága Központi Könyvtárának tulajdona"

Az átszervezések után az ÁVH a következő szervezeti keretek között működött:
| Az ÁVH szervezeti egységei (1950–1953)               | |
| Főosztály                                            | Feladat |
| I. Főosztály (hálózati)                              | - a belső reakció elhárítása - kémelhárítás - szabotázselhárítás - hírszerzés (1951-től önálló Főosztály lett) - útlevél-ügyintézés - külföldiek ellenőrzése |
| II. Főosztály (katonai elhárítás)                    | - katonai kémelhárítás - a Néphadsereg, Határőrség, Belső Karhatalom, Rendőrség személyi állományának védelme - ellenséges agitáció és propaganda elleni tevékenység - a Néphadseregből politikai okok miatt elbocsátott tisztek operatív ellenőrzése - a hazaárulók és a katonaszökevények elleni fellépés |
| III. Főosztály (operatív technika)                   | - figyelés és környezettanulmány készítése - levélellenőrzés - telefon- és rádiólehallgatás - rádiófelderítés - operatív technikai és nyilvántartási feladatok |
| IV. Főosztály (határőrség, belső karhatalom)         | - határőrizeti és karhatalmi feladatok |
| V. Főosztály (személyzeti)                           | - személyzeti feladatok - tanintézetek irányítása |
| VI. Főosztály (jogi, börtönügyi)                     | - vizsgálati feladatok - az ÁVH-hoz tartozó büntetőintézetek, munkatáborok, internálótáborok vezetése - hálózati operatív munka az elítéltek, letartóztatottak és internáltak között |
| VII. Főosztály (gazdasági)                           | - gazdasági, pénzügyi ellátó tevékenység - építésügy - gépjárművek kezelése - egészségügyi feladatok |
| VIII. Főosztály (határon túli hírszerzés) – 1951-től | - hírszerzés angol-amerikai területen - hírszerzés nyugat-európai területen - hírszerzés jugoszláv területen - hírszerzés az emigráció körében - magyar külképviseletekkel foglalkozó elhárítás |
| Vizsgálati Osztály                                   | |
| Környezettanulmányozó, figyelő Osztály               | |
| Operatív Nyilvántartó                                | |
| Levélellenőrzés                                      | |
| Titkárság                                            | |
| Párt- és Kormányőrség                                | |
| Futáralosztály                                       | |
| Információs Osztály                                  | |
| Vidéki Osztály                                       | |

1951-ben a megyerendszerhez igazították az ÁVH vidéki szervezetét. Megszüntették a korábbi nyolc vidéki Államvédelmi Osztályt, egyúttal létrehozták a budapesti és a 19 megyei osztályt. Ugyanebben az évben más belső, szervezeti módosításokat is eszközöltek: az önálló hírszerzésé lett a VIII. Főosztály, az operatív főosztályból kivált és önálló osztállyá alakult az operatív technikai részleg, és létrejött egy önálló ellenőrzési osztály is. 1952-ben, IX. Főosztály néven új részleget hoztak létre a belső karhatalom csapatainak irányítására.
Az 1953. júniusi KV ülés nyomán ismét jelentős változás következett be az állambiztonsági szervek szervezetében. Ezt követően a BM állambiztonsági szervei a következő keretek között működtek:
| Az ÁVH szervezeti egységei (1953-1956) |                                                       |
| Osztály                                | Feladat                                               |
| I.                                     | kémelhárítás                                          |
| II.                                    | hírszerzés                                            |
| III.                                   | katonai elhárítás                                     |
| IV.                                    | belső reakció elhárítása                              |
| V.                                     | ipari szabotázs elhárítása                            |
| VI.                                    | mezőgazdasági elhárítás                               |
| VII.                                   | közlekedési és híradás-elhárítás                      |
| VIII.                                  | környezettanulmány, figyelés                          |
| IX.                                    | operatív technika, rádióelhárítás                     |
| X.                                     | operatív nyilvántartás                                |
| XI.                                    | államtitok védelme                                    |
| XII.                                   | levélellenőrzés                                       |
| XIII.                                  | kormányőrség                                          |
| XIV.                                   | rejtjelközpont (1955-től önálló osztályként működött) |

1953 és 1956 között a hadsereg létszámcsökkentésével párhuzamosan, folyamatosan csökkent a III. Osztály létszáma. 1953-ban még 1052 fő dolgozott az osztályon, ez a létszám 1956-ra 534 főre csökkent.
Az ÁVH totális ellenőrzést biztosítani kívánó szervezete szigorúan hierarchikus rendbe szervezett, alárendelt egységeivel és kiterjedt ügynökhálózatával az ország egész területét „lefedte”. Besúgóhálózata 1953-ra 40 000 emberből állt, a Nyilvántartási Osztályon 1 280 000 állampolgárról vezettek kartotékot 1953-ig. (A továbbiakról lásd a Megszüntetése szakaszt.)

## Működése
Két év alatt az eredetileg kis létszámú, szedett-vedett, belső rivalizálástól gyötört Politikai Rendészeti Osztály a kommunista párt félelmetes terrorszervezetévé alakult át. Olyan önálló hatalommal bíró intézménnyé, amelytől joggal tarthatott a párt vezetőinek egy része is. Az ÁVH titkosszolgálati módszerekkel szerzett információkra alapozódó tevékenysége már 1946–1947 folyamán kiterjedt a kommunista pártra is.
A szervezet közvetlen irányítását és felügyeletét Rákosi Mátyás, illetve a pártvezetés legszűkebb köréhez tartozók látták el, noha létrehozásakor az MDP KV Titkárságának ülésén „státuszát” még úgy határozták meg, hogy az „ÁVH egy speciális szerv, a KV szerve”.
Az ÁVH 1948-tól végezte – szovjet példát követve és a szovjet tanácsadók hathatós támogatása közepette – a különböző koncepciós perek megszervezését és megrendezését. 1950-től kezdte kiépíteni az ÁVH az internáló táborok új rendjét, átvette az ország börtöneit, intézte a kitelepítést, őrizte a határokat és kifejlesztette a társadalom minden életmegnyilvánulását ellenőrizni igyekvő működési rendjét, a kommunista párt totális diktatúráját.
Az ÁVH működése igen költséges volt, s a háború okozta károk és a gazdasági voluntarista diktatúra dilettantizmusa miatt előállt hiánygazdaság a működés fedezetét igen bizonytalanná tette (csak az ún. „konspiratív célú lakások” fenntartása is tetemes összegeket emésztett fel). A belügyminisztérium működtetésére adott költségvetési támogatás – melynek az ÁVH jelentékeny részét kapta – semmiképp nem volt elegendő a szervezet fenntartásához. Ezért tagjai (sokszor saját zsebre is) különféle gazdasági melléktevékenységekbe fogtak, mint például a zsarolás. A kivándorolni szándékozó nagytőkéseknek például útlevelet állítottak ki, cserébe viszont lefoglalták ingó értékeiket (festmény, bútor, technikai eszközök). Ezek az összegek Szücs Ernő (Péter Gábor helyettese) páncélszekrényébe kerültek, míg a házkutatások során kizsarolt hasonló javak felett Csapó Andor őrnagy (a gazdasági ügyek vezetője) rendelkezett. Az így befolyt összegeknek azon része, melyről az ÁVH precíz elszámolást vezetett, névértékben 13 millió 160 ezer forintra rúgott. Az ÁVH mellesleg pénzmosással is foglalkozott, az utóbbi tevékenysége során megforgatott összegeket (amely csak egyetlen esetben vélhetően több mint kétmilliárd, a Stasitól érkezett nyugatnémet márkára rúgott) azonban kevésbé precízen tartotta nyilván, s így azoknak némely esetben (már amennyiben valóban léteztek) nyoma veszett. Az ilyen összegek sokszor magánvagyonná konvertálódtak: a Princz Gyula vezette ÁVH-brigád, amely Szücs ezredest agyonverte, annak páncélszekrényében több millió forint értékű ékszert és készpénzt (egy része valuta) talált.
Bár az ÁVH nyíltan hirdette a „fasiszták elleni harcot”, az emberei között valójában sok korábbi nyilas is működött, akiket 1945-ben szerveztek be, részben elfogott személyekből, részben a párt szétesése után onnan átszivárgott tagokból és emberekből.
Sok ÁVH-s vett részt az 1956-os forradalom leverésében. (Lásd a Megszüntetése szakaszt.)

### Néhány további részlet
- Két ÁVH-s börtön volt Budapesten
  - Az Andrássy út 60-ban volt az ÁVH székháza, amelyhez pincebörtön kapcsolódott. Ma a Terror Háza Múzeum működik az épületben.
  - A Belgrád rakpart 5-ben is volt pincebörtön. Ma a Fővárosi Főügyészség található itt.
- Az ÁVH négy internálótábort vezetett (Recsk, Kazincbarcika, Kistarcsa, Tiszalök).
- Az I. kerület Attila út 59–61. volt az 1953-ban épült ún. ÁVH-s lakóház, ahol a szervezet alkalmazottai nyertek elhelyezést.
- Az ÁVH 1951 és 1953 között közel megkétszerezte korábbi kiadásait, s összesen legalább 3,2 milliárd forintot használt fel. (Ebben az időben Magyarországon a középfizetés havi 800 forint volt.)

### Kínzások és kegyetlenkedések
Az ÁVH hírhedt volt kegyetlenségéről és különösen durva módszereiről. Az ÁVH-sok a kihallgatások során a legembertelenebb fizikai, lelki kényszert alkalmazták a letartóztatottakkal szemben. Általános volt a vég nélküli kifárasztás, verés, gúzsbakötés, összerugdosás, földre teperve talpalás, sóval etetés utáni WC-ből itatás, éheztetés, az őrizetesek fejére rögzített csöpögtető berendezéssel való sanyargatás, éjjel-nappal bilincsben tartás, alvásmegvonás. Az egyik legszörnyűbb dolog volt a Rákosi utasítására a papok kihallgatása céljára használt árammal telített feszület, melyet az őrizetbe vett papokkal megcsókoltattak. Az ÁVH-s pincebörtönökben esetenként kikapcsolták az elektromos szellőzést. A lelki kínzások egyik példája a hozzátartozók, feleség, gyerek vagy az idős szülők megkínzásával való fenyegetés volt. Az őrök Farkas Mihálynak tulajdonított jelmondat szellemében dolgoztak: „Ne csak őrizd, hanem gyűlöld is!”
A közgondolkodásba ekkor került a „csengőfrász” fogalma (az ÁVH emberei többnyire éjszaka csöngettek be, majd rontottak a kiszemelt lakásába), a ház előtt többnyire katonai jármű, a fontosabb személyekért pedig fekete Pobjeda autó várakozott az áldozatra.
Amikor 1953-ban megkezdődött az ÁVH-vezetők elleni fellépés, sokan közülük inkább öngyilkosságot követtek el, tudván azt, hogy mire számíthatnak volt kollégáiktól.

### Ismertebb egykori államvédelmi tisztek
| - dr. Bálint István - Bauer Miklós - Bauer Miklósné - Bárd Károly - Csete József - Décsi Gyula - Faludi Ervin |  | - Farkas Vladimir - Fehér Sándor - Földes László[forrás?] - Gazdig Gyula - Gerendás Iván - Hárs István - Horváth Sándor - Janikovszky Béla |  | - Károlyi Márton - Komlós János - Koós Béla - Kovács József - dr. Körösi Andor - Pető László - Pető Lászlóné - Péter Gábor |  | - Ungár Lajos - dr. Pető László - Piros László - Princz Gyula - Réh Alajos - Sós Vera - Szántó György - Szendi György |  | - Szücs Ernő - Tihanyi János - dr. Tímár István - Toldi Ferenc - Vajda Tibor - Zentai Dénes |

## Rendfokozatok
Az ÁVH-t vezető Péter Gábor két különböző parancsával előbb (1951. augusztus 20-i hatállyal) a tiszti, főtiszti és tábornoki, később (1952. április 15-i hatállyal) a sor- és továbbszolgáló, tiszt alatti állománykategóriák esetében vezetett be rendfokozatot az államvédelem és a határőrség számára (előbbinek egységesen kék, utóbbinak zöld fegyvernemi színnel, amelyek megjelentek a váll-lapok és a tányérsapka álló részének színezetében is).
| Rendfokozat                           | Jelzés              | Jelzés              |
|                                       | sorállomány         | továbbszolgáló      |
| Rendfokozat nélküli                   | Rendfokozat nélküli | Rendfokozat nélküli |
| ------------------------------------- | ------------------- | ------------------- |
| államvédelmi őr                       |                     |                     |
| Tisztesek                             |                     |                     |
| államvédelmi őrvezető                 |                     |                     |
| államvédelmi tizedes                  |                     |                     |
| államvédelmi szakaszvezető            |                     |                     |
| Tiszthelyettesek (hivatásos állomány) |                     |                     |
| államvédelmi őrmester                 |                     |                     |
| államvédelmi törzsőrmester            |                     |                     |
| államvédelmi főtörzsőrmester          |                     |                     |
| Tisztek (hivatásos állomány)          |                     |                     |
| államvédelmi alhadnagy                |                     |                     |
| államvédelmi hadnagy                  |                     |                     |
| államvédelmi főhadnagy                |                     |                     |
| államvédelmi százados                 |                     |                     |
| Főtisztek (hivatásos állomány)        |                     |                     |
| államvédelmi őrnagy                   |                     |                     |
| államvédelmi alezredes                |                     |                     |
| államvédelmi ezredes                  |                     |                     |
| Tábornokok (hivatásos állomány)       |                     |                     |
| államvédelmi vezérőrnagy              |                     |                     |
| államvédelmi altábornagy              |                     |                     |
| államvédelmi vezérezredes             |                     |                     |

## Megszüntetése
Az ÁVH megszüntetése a desztalinizáció egyik legfontosabb feladata volt a mindenkori kommunista reformereknek. Az ÁVH elleni első fellépés azonban még az állambiztonsági, illetve pártvezetésen belüli hatalmi harc eredménye volt. 1953. január-február folyamán Péter Gábor és társai egy szovjet mintára készülő cionista per gyanúsítottjaiként kerültek letartóztatásba. A vádpontok között éppúgy megtalálható volt a társadalmi tulajdon elleni bűntett, sikkasztás, a külföldre szökés elősegítése, mint az államtitok megsértése, a szolgálati hatalommal való visszaélés, de a népellenes bűntett is. Sztálin 1953. március 5-i halála után a szovjet kommunista párton belül hatalmi harc tört ki. Ennek eredményeként Magyarországon Nagy Imre lett az új miniszterelnök, akinek kormánya elkezdte a korábbi évek elnyomó politikájának felszámolását. Mindeközben Rákosi igyekezett az új moszkvai irányvonalhoz alkalmazkodva hatalmát megőrizni. Amikor Beriját a Szovjetunióban letartóztatták és bebörtönözték, Rákosi számára lehetőség adódott, hogy a törvénytelenségekért a fő felelősséget Péter Gáborra, a „magyar Berijára” és ÁVH-s beosztottjaira hárítsa. Rákosi személyes felelősségre vonása helyett – szovjet nyomásra – csak a párt általában vett felelősségét emlegették a nyilatkozatokban, amiért elmulasztotta jobban ellenőrizni az ÁVH-t.
A Péter Gábor és társai ügyében folyó vizsgálat 1953 végére lezárult, és decemberben megszületett az elsőfokú, majd 1954. január 15-én a másodfokú, jogerős ítélet is. Az ítélet, bár még számos koncepciós elemet tartalmazott, elsősorban az ÁVH-sok törvénytelen perekben és a törvénytelen módszerek bevezetésében, illetve végrehajtásában játszott szerepét hangsúlyozta.

## Az ÁVH Belügyminisztériumba való beolvasztása és ennek következményei
Szovjet ösztönzésre a Minisztertanács 1953. július 17-i ülésén előírta az ÁVH mint önálló szerv megszüntetését és a BM-mel történő összevonását. A határozatot Gerő Ernő mint miniszterelnök-helyettesi mivolta mellett egyben belügyminiszter (1953. július 4. – 1954. június 6.) hajtatta végre. Az Államvédelmi Hatóság a Belügyminisztérium szervezeti rendjébe, a megyei államvédelmi osztályok a megyei rendőrkapitányságok alárendeltségébe kerültek. A Belügyminisztérium látta el ezután az államvédelmi, határőrizeti, karhatalmi, rendőri, büntetés-végrehajtási, légoltalmi és tűzoltósági feladatokat.
A határozat nem került nyilvánosságra, titokban tartása pedig még az államapparátuson belül is félreértéseket okozott. A zavarhoz feltehetően hozzájárult, hogy bár az ÁVH szervezeti önállóságát formálisan valóban felszámolták, az államvédelmi rendfokozatok mindvégig használatban maradtak, s az államvédelmi osztályok különállása az egységes Belügyminisztériumon belül is szembetűnő volt. Az 1954-ben kinevezett Piros László miniszteri működése a BM-et igazi ÁVH-minisztériummá tette. 1956 nyarára azonban a belügyi ÁVH-sok között egyre nagyobb lett a nyugtalanság. Újult erővel jelentkeztek a nép „rendszerellenes” megnyilvánulásai, amelyeket korábban keményen megtoroltak, de most a reformok és a párt belső viszályai miatt nem léphettek fel ellenük. A Belügyminisztérium keretein belül is egyre inkább eltűnt a különbség a rendőrség és az ÁVH között.
Piros László belügyminiszterként az SZKP XX. kongresszusa után a magyar politikai és hatalmi harcban, mint a Belügyminisztériumba integrált Államvédelmi Hatóság vezetője is, „igazodni próbált” hol Rákosihoz, hol pedig Nagy Imréhez. Ingadozása az irányítása alá rendelt erőszakszervezetek szétzüllését segítette elő.
Megkezdődtek az iratmegsemmisítések, az 1956. október 19-i miniszteri parancs szerint: „A rendőrségen belül az elhárítást azonnali hatállyal megszüntetem. Az elhárító tisztek jelentéseit (környezettanulmányait) meg kell semmisíteni. Az elhárító tisztek jelenlegi hálózatát haladéktalanul le kell építeni. Az elhárítás megszüntetésének tényét a rendőrség valamennyi beosztottjával közölni kell.” - Piros László belügyminiszter.

## A forradalom alatt
A forradalom alatt a Hatóság testületileg szétesett, egyes tagjai „illegalitásba vonultak”, mások a karhatalomban vállaltak szerepet, vagy a szovjet csapatokhoz csatlakozva vettek részt a forradalom leverésében, résztvevőinek felkutatásában és őrizetbe vételében.
1956. október 25-én a Parlament előtt lövöldözés tört ki: a Földművelésügyi Minisztérium Alkotmány utcai sarkán a tetőről gépfegyvertűz alá vették a téren barátkozó magyar polgárokat és szovjet kiskatonákat. A Kossuth Lajos teret megtöltő szovjet tankok más célpontot hirtelen nem találván, nehézgéppuskáikkal lőni kezdték a menekülő tömeget. A provokációért, tömegvérengzésért egy – az FM padlásáról tüzelő – ÁVH-s különítmény volt a felelős (parancsnoka, egy tervezőiroda későbbi középvezető-munkatársa még 1981-ben is dicsekedett ezzel),[forrás?] ezért az Elnöki Tanács még aznap este rendeletileg feloszlatta a BM alá rendelt Államvédelmi Hatóságot. Az ÁVH-s sorkatonákat azonban nem szerelték le, hanem rendőr-egyenruhába bújtatták őket (az 1956-os forradalom során ezért volt általános ellenszenv és gyanú a rendőrség iránt). Nagy Imre 1956. október 28-án rádióbeszédében bejelentette a Rákosi-rendszer és az ÁVH felszámolását, és ígéretet tett a demokratikus rendőrség megszervezésére, noha három évvel korábban de jure éppen az ő miniszterelnöksége idején szűnt meg az ÁVH önálló működése. Ezalatt Kádár János újabb provokációt szervezett a Köztársaság téri pártházban elszállásolt szombathelyi ÁVH-s sorkatonák és parancsnokaik segítségével:[forrás?] minden ok nélkül kilövöldöztek a térre, a vizsgálatra érkező nemzetőröket lefegyverezték stb., ami az október 30-i pártház-ostromhoz és ÁVH-s sorkatonák kivégzéséhez, a Life magazin képriportjával pedig a forradalom beszennyezéséhez vezetett.

## Az államvédelmi szervek újraszervezése
1956. november 4-e után a szovjetek hathatós támogatásával titokban megindult az államvédelem újjászervezése is. Ehhez a párt és a kormány egyes vezetői részéről is támogatást kaptak, Kádárék azonban nyíltan nem vállalhatták fel ezt a népszerűtlen feladatot, ráadásul egy új ÁVH potenciális veszélyt jelenthetett Kádár számára. A Magyar Forradalmi Munkás-Paraszt Kormány nevében Münnich Ferenc miniszterelnök-helyettes, a fegyveres erők főparancsnoka 1956. november 7-i rendeletében megtiltotta az államvédelmi szervek újjászervezését, és a tilalom ellenére addig felállított államvédelmi szervek haladéktalan felszámolására adott utasítást. A karhatalomban emellett változatlanul tovább tevékenykedtek a volt ÁVH-sok. Ezért 1956 decemberében hivatalosan minden ÁVH-alkalmazottat elbocsátottak és felülvizsgálat alá vetettek, amelynek az volt a célja, hogy kiderítsék, az illető részese volt-e az elkövetett törvénytelenségeknek (hamis vallomások kikényszerítése, eljárások indítása és kezdeményezése koholt vádak alapján, törvénytelen fogva tartás, bántalmazás, internálás, kitiltás kezdeményezése, hivatali hatalommal való visszaélés stb.). A felülvizsgáló bizottságok „látszat munkát végezhettek” mivel csaknem a teljes korábbi ÁVH-s állományt igazolták és alkalmazták.
Az MSZMP Politikai Bizottsága 1961-ben újra napirendre tűzte az ÁVH-sok felelősségre vonásának kérdését, 1962 augusztusában elfogadott határozata végre nevén nevezte a fő felelősöket, és ország-világ elé tárta az egykori Államvédelmi Hatóság által elkövetett szörnyűségeket. Azonban nemcsak bírósági felelősségre vonásra nem került sor, de a teljes igazság feltárása is elmaradt. Így például el kellett hallgatni Kádár János Rajk-perben játszott kétes szerepét és a szovjet tanácsadók tevékenységét is.
Az állambiztonsági rendőrség – igaz, hogy csak látszólag – a diktatúrával együtt bukott el 1956 októberében. A forradalom leverése után a Kádár János nevéhez fűződő restauráció időszakában állambiztonsági szolgálatot a Belügyminisztérium keretében szervezték újjá, II. (Politikai Nyomozó) Főosztály néven. Ebben a szervezetben még megtalálható volt az ÁVH számos korábbi tagja.
A kádári konszolidáció részeként 1962 augusztusában a pártvezetés kizárta a rákosista vezetőket, elítélte a leginkább kompromittálódott ÁVH-s tiszteket. Az állambiztonsági feladatok ellátására létrehozták a Belügyminisztérium III. Főcsoportfőnökségét. Ezen belül a továbbiakban a belső elhárítással a III/III. Csoportfőnökség foglalkozott.

## Idézetek
- „Az ÁVH a párt ökle” (Rákosi Mátyás, 1949)
- „A horthysta rendőrség a kommunisták kihallgatását azzal kezdte, hogy agyba-főbe verte őket és mi most kesztyűs kézzel bánunk az ellenséggel, ez teljességgel helytelen. A verés az Államvédelmi Hatóságnál szükséges eszköz, és élni kell vele…” (Rákosi Mátyás)
- „Ne csak őrizd, gyűlöld is!” (ÁVO-jelmondat)

## Irodalmi feldolgozás
- Moldova György. Magányos pavilon/Az elbocsátott légió. Magvető Kiadó (1981). ISBN 9632715306